# Jerry Maren
Jerry Maren, nato Gerard Marenghi (Lynn, 24 gennaio 1920 – La Jolla, 24 maggio 2018), è stato un attore statunitense.

## Filmografia parziale

### Cinema
- Il mago di Oz (The Wizard of Oz), regia di Victor Fleming (1939) - non accreditato
- Tre pazzi a zonzo (At the Circus), regia di Edward Buzzell (1939)
- Here We Go Again, regia di Allan Dwan (1942)
- Sette settimane di guai (Johnny Doesn't Live Here Anymore), regia di Joe May (1944)
- Il gigante di Boston (The Great John L.), regia di Frank Tuttle (1945)
- Bigfoot, regia di Robert F. Slatzer (1970)
- La gang dei bassotti (Little Cigars), regia di Chris Christenberry (1973)
- Americathon, regia di Neal Israel (1979)
- Profezia (Prophecy), regia di John Frankenheimer (1979)
- Where the Buffalo Roam, regia di Art Linson (1980)
- The Being, regia di Jackie Kong (1983)
- Hot Moves, regia di Jim Sotos (1984)
- Chi è sepolto in quella casa? (House), regia di Steve Miner (1986)
- Dahmer vs. Gacy, regia di Ford Austin (2010)

### Televisione
- Lidsville - 17 episodi (1971-1972)
- Capitan Nemo, missione Atlantide (The Return of Captain Nemo) - film TV (1978)
- No Soap, Radio - 5 episodi (1982)
- Un liceo tutto matto (High School U.S.A.) - film TV (1983)
- Un detective dal Paradiso (It Came Upon the Midnight Clear) - film TV (1984)
- Il sognatore di Oz (The Dreamer of Oz: The L. Frank Baum Story) - film TV (1990)